# 金津創作の森
金津創作の森（かなづそうさくのもり）は、福井県あわら市宮谷にある芸術・美術活動の支援・育成をおこなっているアート体験型美術館。福井県北部地域の文化行政の中核施設として旧金津町によって開設された。
あわら市中央の丘陵地に位置する。作品の展示発表のほか、ガラス工房やろうけつ染めなどの講座が開かれる創作工房、作家の入るアトリエゾーンなどが設置されている。

## 施設
- アートコア - 金津創作の森の中心施設。
  - ミュージアム1
  - ミュージアム2
  - ギャラリー
  - オープンテラス
  - 会議室

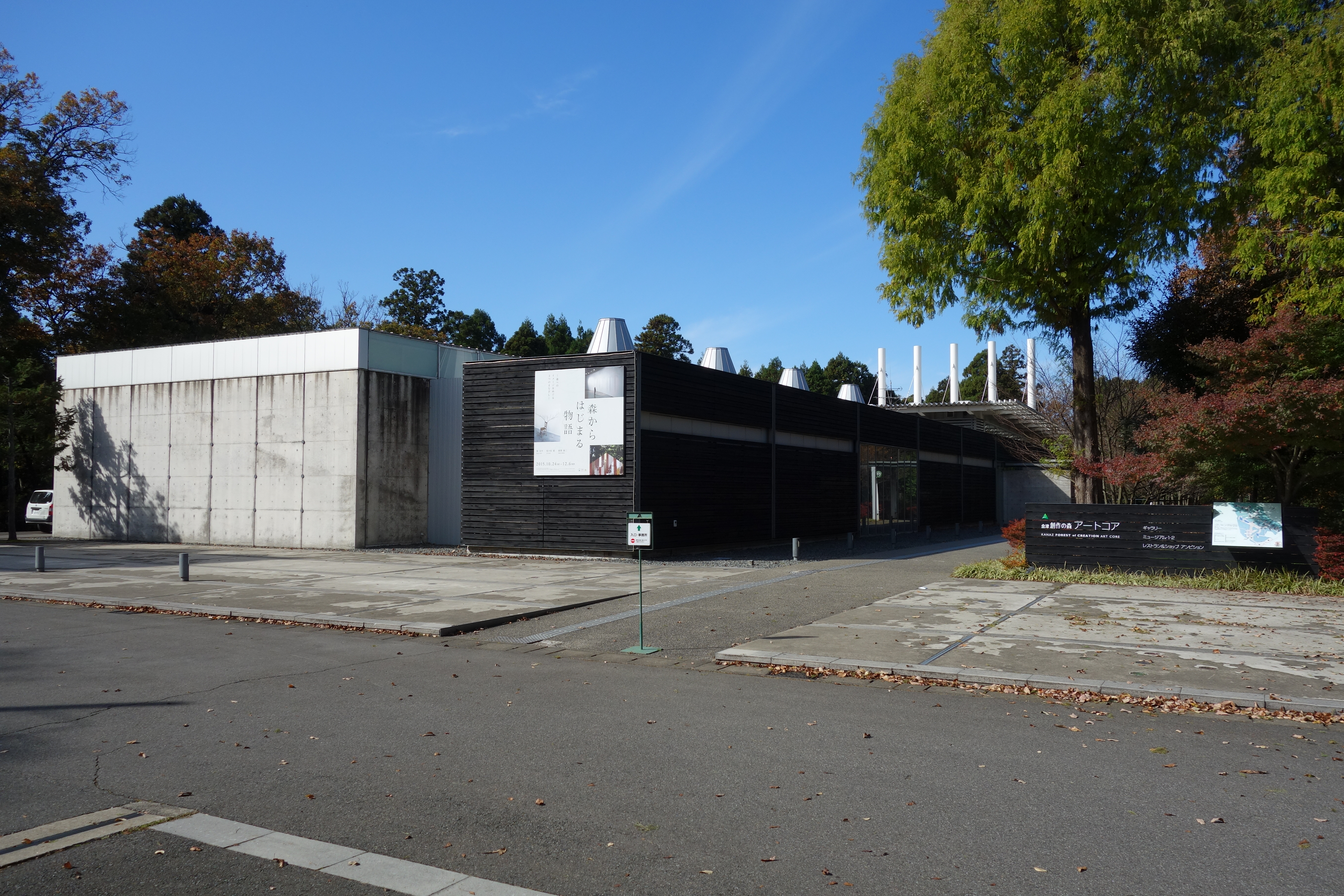
アートコア

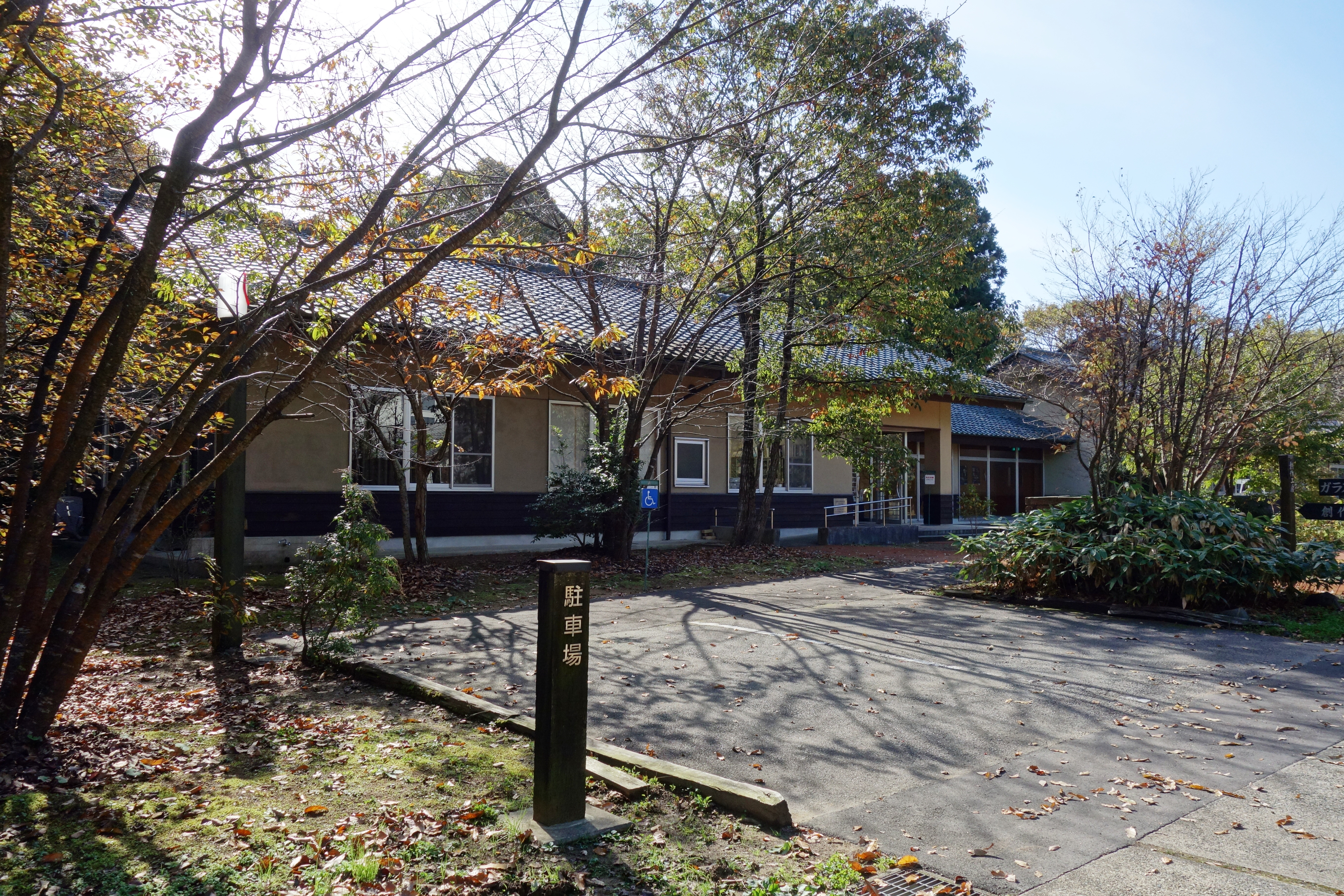
創作工房

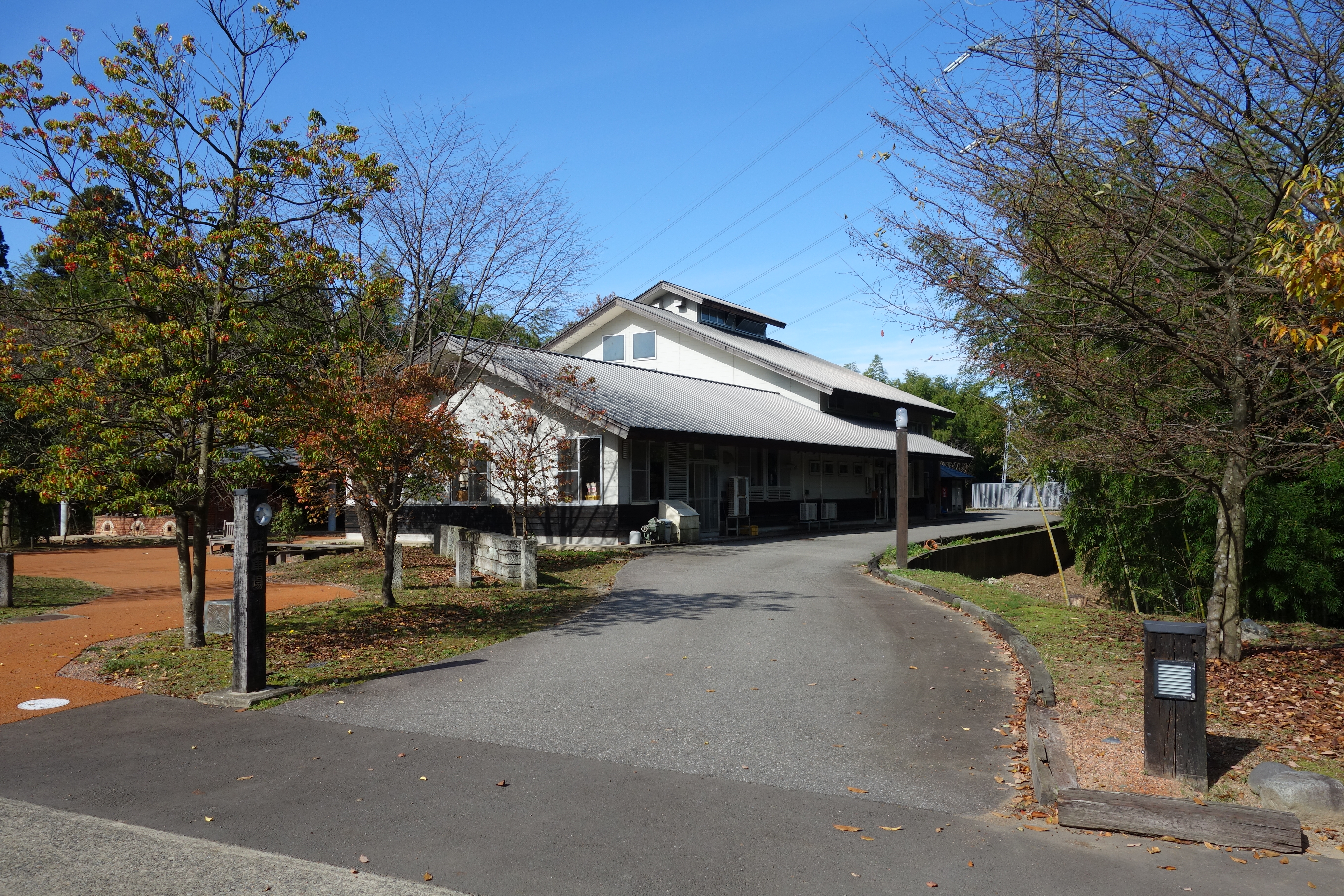
ガラス工房

- 創作工房 - 来館者が実際に作品づくりが体験できる施設。
  - 創作学習室
  - 陶芸学習室
- ガラス工房 - 国内外に誇る設備のある施設。吹きガラスやガラス加工の見学ができる。
- 水辺の広場
- レストラン「森のキッチン・エフ」[2]

## 入居作家
- I.M.Hiroshi （画家）
  - 2005年、芝政ワールドにアトリエを設立。
  - 公式ブログ
- 大森正人　 （陶芸家）
- 加藤すみ子 （染画家）
- 松井勝彦 　（陶芸家）
- 山田信雄 　（竹細工師）
- 山口紀子 　（音楽家）
- 山野宏　　 （ガラス作家）
  - 大阪芸術大学工芸学科教授
  - エズラグラススタジオ代表
  - エズラグラススタジオ公式プロフィール

## アクセス
- 鉄道（北陸新幹線・ハピラインふくい線 芦原温泉駅から）
  - タクシーで約10分程度
  - あわら市デマンド交通で約10分程度
- 車
  - E8北陸道 金津ICから約5分